# Pareutropius
Pareutropius – rodzaj małych słodkowodnych ryb sumokształtnych (Siluriformes) z rodziny Schilbeidae.

## Zasięg występowania
Afryka.

## Klasyfikacja
Gatunki zaliczane do tego rodzaju:
- Pareutropius buffei
- Pareutropius debauwi – szklistniczek krągłopłetwy
- Pareutropius longifilis
- Pareutropius mandevillei

Gatunkiem typowym jest P. micristius (=P. longifilis).